# ディオン・ドレナ・ベーリョ
ディオン・ドレナ・ベーリョ（Dion Drena Beljo、2002年3月1日 - ）は、クロアチア・ザグレブ出身のサッカー選手。スーペルスポルトHNL・GNKディナモ・ザグレブ所属。ポジションはFW。

## クラブ経歴
2018-19シーズンにHNKツィバリア・ヴィンコヴツィでキャリアをスタートさせ、2019年の夏にNKオシエクへ移籍した。2021-22シーズンにレンタル移籍で加入したNKイストラ1961ではリーグ戦34試合で15得点4アシストという成績を残し、チームのプルヴァHNL残留に貢献した。レンタルバック後の2022-23シーズンからはオシエクのトップチームで9番を背負い、復帰後16試合で8ゴールを記録した。
2023年1月13日、ブンデスリーガのFCアウクスブルクに移籍し、4年半契約を結んだ。
2024年7月9日、SKラピード・ウィーンに買取オプション付きの1シーズンローンで加入。
2025年7月16日、GNKディナモ・ザグレブに完全移籍し、複数年契約を結んだ。

## 代表経歴
2019年からクロアチアの各世代別代表に招集されている。